# جيوفاني البرتي
جيوفاني البرتي (بالإيطالية: Giovanni Alberti)‏ هو رياضياتي إيطالي، ولد في 21 مارس 1965 في فيرارا في إيطاليا.